# ماثيو جورج إيستون
كان ماثيو جورج إيستون (1823م – 18 فبراير 1894م) وزيرًا وكاتبًا إسكتلنديًا. عمله الأكثر شهرة هو قاموس إيستون للكتاب المقدس، الذي نشر بعد ثلاث سنوات من وفاته.